# Грін (округ, Огайо)
Шаблон:StateAbbr_ 39°41′ пн. ш. 83°53′ зх. д. / 39.69° пн. ш. 83.89° зх. д.
Округ  Грін (англ. Greene County) — округ (графство) у штаті  Огайо, США. Ідентифікатор округу 39057.

## Історія
Округ утворений 1803 року.

## Демографія
За даними перепису 
2000 року 
загальне населення округу становило 147886 осіб, зокрема міського населення було 123323, а сільського — 24563.
Серед мешканців округу чоловіків було 71986, а жінок — 75900. В окрузі було 55312 домогосподарства, 39159 родин, які мешкали в 58224 будинках.
Середній розмір родини становив 3.
Віковий розподіл населення поданий у таблиці:
| Стать    | До 15 років | 15-21 | 22-29 | 30-39 | 40-49 | 50-65 | 65-85 | Понад 85 |
| -------- | ----------- | ----- | ----- | ----- | ----- | ----- | ----- | -------- |
| Чоловіки | 14912       | 9886  | 7404  | 9602  | 11109 | 11746 | 6891  | 436      |
| Жінки    | 14036       | 10527 | 7110  | 10231 | 11684 | 12147 | 8857  | 1308     |

## Персоналії
- Чарлі Грейпвін (1869 — 1956) — американський актор.

## Суміжні округи
- Кларк — північ
- Медісон — північний схід
- Файєтт — схід
- Клінтон — південь
- Воррен — південний захід
- Монтгомері — захід

## Виноски
1. ↑  U.S. Decennial Census. United States Census Bureau. Архів оригіналу за 26 квітня 2015. Процитовано 8 лютого 2015.
2. ↑  Historical Census Browser. University of Virginia Library. Архів оригіналу за 11 серпня 2012. Процитовано 8 лютого 2015.
3. ↑  Forstall, Richard L., ред. (27 березня 1995). Population of Counties by Decennial Census: 1900 to 1990. United States Census Bureau. Архів оригіналу за 14 лютого 2015. Процитовано 8 лютого 2015.
4. ↑  Census 2000 PHC-T-4. Ranking Tables for Counties: 1990 and 2000 (PDF). United States Census Bureau. 2 квітня 2001. Архів оригіналу (PDF) за 18 грудня 2014. Процитовано 8 лютого 2015.
5. ↑  State & County QuickFacts. United States Census Bureau. Архів оригіналу за 6 червня 2011. Процитовано 8 лютого 2015.(англ.) Наведено за англійською вікіпедією.
6. ↑  American FactFinder. Бюро перепису населення США. Архів оригіналу за 26 лютого 2012. Процитовано 31 січня 2008.

| США | Це незавершена стаття з географії США. Ви можете допомогти проєкту, виправивши або дописавши її. |